# 双城街道
双城街道，是中华人民共和国四川省宜宾市翠屏区下辖的一个乡镇级行政单位。2019年8月，撤销高店镇和凉姜镇，设立双城街道办事处，以原高店镇和原凉姜镇所属行政区域为双城街道的行政区域。

## 行政区划
双城街道下辖以下地区：
高店场社区、高店社区村、龙门村、公平村、新桥村、天宫村、鱼剑村、白新村、骑龙村、金川村、金鹅村和桂华社区村、双河场社区、九里社区村、金胜村、金利社区村、罗山社区村、崇德社区村、高庙社区村、新光社区村和三鱼村。